# Daniel Andersson (ur. 1977)
Daniel Jerry Andersson (ur. 28 sierpnia 1977 w Borgeby) – szwedzki piłkarz występujący na pozycji defensywnego pomocnika.
Andersson jest młodszym bratem Patrika Anderssona, byłego gracza Malmö, Blackburn Rovers, Borussii Mönchengladbach, Bayernu Monachium oraz FC Barcelona i 96-krotnego reprezentanta kraju. Jego ojciec, Roy Andersson także był piłkarzem i wystąpił m.in. na MŚ w 1978.

## Kariera klubowa
Andersson jest wychowankiem klubu Bjärreds IF. W 1995 roku przeszedł do jednego z najbardziej utytułowanych drużyn w Szwecji, Malmö FF. W lidze zadebiutował 18 maja w zremisowanym 1:1 meczu z IFK Göteborg. Od początku sezonu zaczął grać w wyjściowej jedenastce, a z czasem stał się gwiazdą drużyny oraz jednym z najlepszych pomocników w Szwecji, jednak z Malmö jedynym sukcesem było wicemistrzostwo Szwecji w 1996 roku.
Latem 1998 Andersson przeszedł do włoskiego AS Bari. Obok Gianluki Zambrotty, rodaka Yksela Osmanovskiego i Philemona Masingi był najbardziej znanym zawodnikiem klubu ze Stadio San Nicola. Z tymi zawodnikami w 1999 roku zespół zajął 10. miejsce, a w 2000 roku dopiero w ostatniej kolejce zapewnił sobie utrzymanie w Serie A. W sezonie 2000/2001 Andersson został najskuteczniejszym zawodnikiem drużyny, zdobywając 8 goli, jednak zespół grał słabo i uzyskując zaledwie 20 punktów spadł do Serie B.
W 2001 roku Daniel przeszedł do SSC Venezia, w której grał m.in. z rodakiem Joachimem Björklundem. Jednak i nowy zespół Anderssona okazał się najgorszy w lidze i także z Venezią zawodnik spadł z ligi. Po sezonie, latem 2002 Andersson został piłkarzem beniaminka Serie A, Chievo Werona, w którym jednak nie zdołał wywalczyć miejsca w składzie. Zajął z nim 7. miejsce, ale po roku zasilił szeregi kolejnego beniaminka Ancony Calcio. Sytuacja w Anconie była analogiczna do tej z Bari i Wenecji i Andersson trzeci raz w karierze przeżył gorycz spadku z pierwszej ligi Włoch (po raz trzeci ostatnie miejsce jego klubu).
W 2004 roku Andersson wrócił do Malmö, z którym w tym samym roku został mistrzem kraju. W 2005 roku zajął z tym zespołem dopiero 5. miejsce w Allsvenskan, a w 2006 jeszcze niższe, 7. W 2010 roku wywalczył mistrzostwo Szwecji. W 2012 roku zakończył karierę.
| Sezon   | Klub          | Kraj    | Rozgrywki   | Mecze | Bramki |
| ------- | ------------- | ------- | ----------- | ----- | ------ |
| 1995    | Malmö FF      | Szwecja | Allsvenskan | 21    | 2      |
| 1996    | Malmö FF      | Szwecja | Allsvenskan | 26    | 2      |
| 1997    | Malmö FF      | Szwecja | Allsvenskan | 26    | 4      |
| 1998    | Malmö FF      | Szwecja | Allsvenskan | 11    | 3      |
| 1998/99 | AS Bari       | Włochy  | Serie A     | 33    | 3      |
| 1999/00 | AS Bari       | Włochy  | Serie A     | 32    | 5      |
| 2000/01 | AS Bari       | Włochy  | Serie A     | 32    | 8      |
| 2001/02 | SSC Venezia   | Włochy  | Serie A     | 29    | 0      |
| 2002/03 | Chievo Werona | Włochy  | Serie A     | 12    | 0      |
| 2003/04 | Ancona Calcio | Włochy  | Serie A     | 25    | 1      |
| 2004    | Malmö FF      | Szwecja | Allsvenskan | 11    | 0      |
| 2005    | Malmö FF      | Szwecja | Allsvenskan | 25    | 2      |
| 2006    | Malmö FF      | Szwecja | Allsvenskan | 25    | 3      |
| 2007    | Malmö FF      | Szwecja | Allsvenskan | 23    | 4      |
| 2008    | Malmö FF      | Szwecja | Allsvenskan | 24    | 3      |
| 2009    | Malmö FF      | Szwecja | Allsvenskan | 26    | 1      |
| 2010    | Malmö FF      | Szwecja | Allsvenskan | 30    | 5      |
| 2011    | Malmö FF      | Szwecja | Allsvenskan | 25    | 0      |
| 2012    | Malmö FF      | Szwecja | Allsvenskan | 16    | 1      |

## Kariera reprezentacyjna
Karierę reprezentacyjną Andersson rozpoczął od występów w młodzieżowej reprezentacji Szwecji U-21, w której zaliczył 17 występów. W pierwszej reprezentacji zadebiutował 11 lutego 1997 roku w zremisowanym 0:0 meczu z Tajlandią.
W 2000 roku Andersson zaliczył swój pierwszy międzynarodowy turniej z dorosłą reprezentacją, otrzymując powołanie do kadry na Euro 2000. Wystąpił tam w dwóch spotkaniach – przegranych po 1:2 z Belgią oraz Włochami, a reprezentacja Szwecji ostatecznie nie wyszła z grupy.
W 2002 roku Andersson został powołany na Mistrzostwa Świata w Korei Południowej i Japonii, ale nie rozegrał tam żadnego meczu.
Cztery lata później na Mistrzostwach Świata w Niemczech zagrał jedynie przez minutę, w meczu z Anglią (2:2).
Dwa lata później, podczas ME 2008, wystąpił w trzech spotkaniach.